# Moira Kelly
Moira Kelly, född 6 mars 1968 i Queens i New York, är en amerikansk skådespelare. 
Medverkade 2003 i TV-serien One Tree Hill som Lucas Scotts (Chad Michael Murray) mamma Karen Roe.

## Filmografi i urval
- 1991 – Billy Bathgate
- 1992 – Kärlek på hal is
- 1992 – Twin Peaks: Fire Walk with Me
- 1992 – Chaplin
- 1994 – Lära för livet
- 1994 – Lejonkungen (röst)
- 1994 – Little Odessa
- 1998 – En kvinnas öde
- 1998 – Lejonkungen II - Simbas skatt (röst)
- 1999–2000 – Vita huset (TV-serie) (22 avsnitt)
- 2001 – Suburbia
- 2003–2009 – One Tree Hill (TV-serie) (90 avsnitt)
- 2004 – Lejonkungen 3 - Hakuna Matata (röst)